# Hirschberg an der Bergstraße
Hirschberg an der Bergstraße – miejscowość i gmina w Niemczech, w kraju związkowym Badenia-Wirtembergia, w rejencji Karlsruhe, w regionie Rhein-Neckar, w powiecie Rhein-Neckar-Kreis. Leży ok. 10 km na północ od Heidelbergu i około 5 na południe od Weinheimu, przy autostradzie A5 i drodze krajowej B3. Miasto dzieli się na dwie dzielnice: Großsachsen (na północy) i Leutershausen (na południu). W mieście znajdują się trzy przystanki tramwajowe: dwa w Großsachsen (Großsachsen Süd oraz Großsachsen Bahnhof) i jeden w Leutershausen (Leutershausen Bahnhof). Przez miasto przejeżdża tramwaj numer 5, który jeździ po pętli: Weinheim – Mannheim – Heidelberg. W Leutershausen i pomiędzy Leutershausen a Großsachsen jeździ on dwutorowo, a przez Großsachsen poprowadzony jest jeden tor. W mieście znajdują się również dwa markety oraz dwie stacje benzynowe. Ratusz usytuowany jest w Leutershausen, a urząd burmistrza i poczta w Großsachsen. Hirschberg położony jest na skraju Odenwaldu.

## Zobacz też

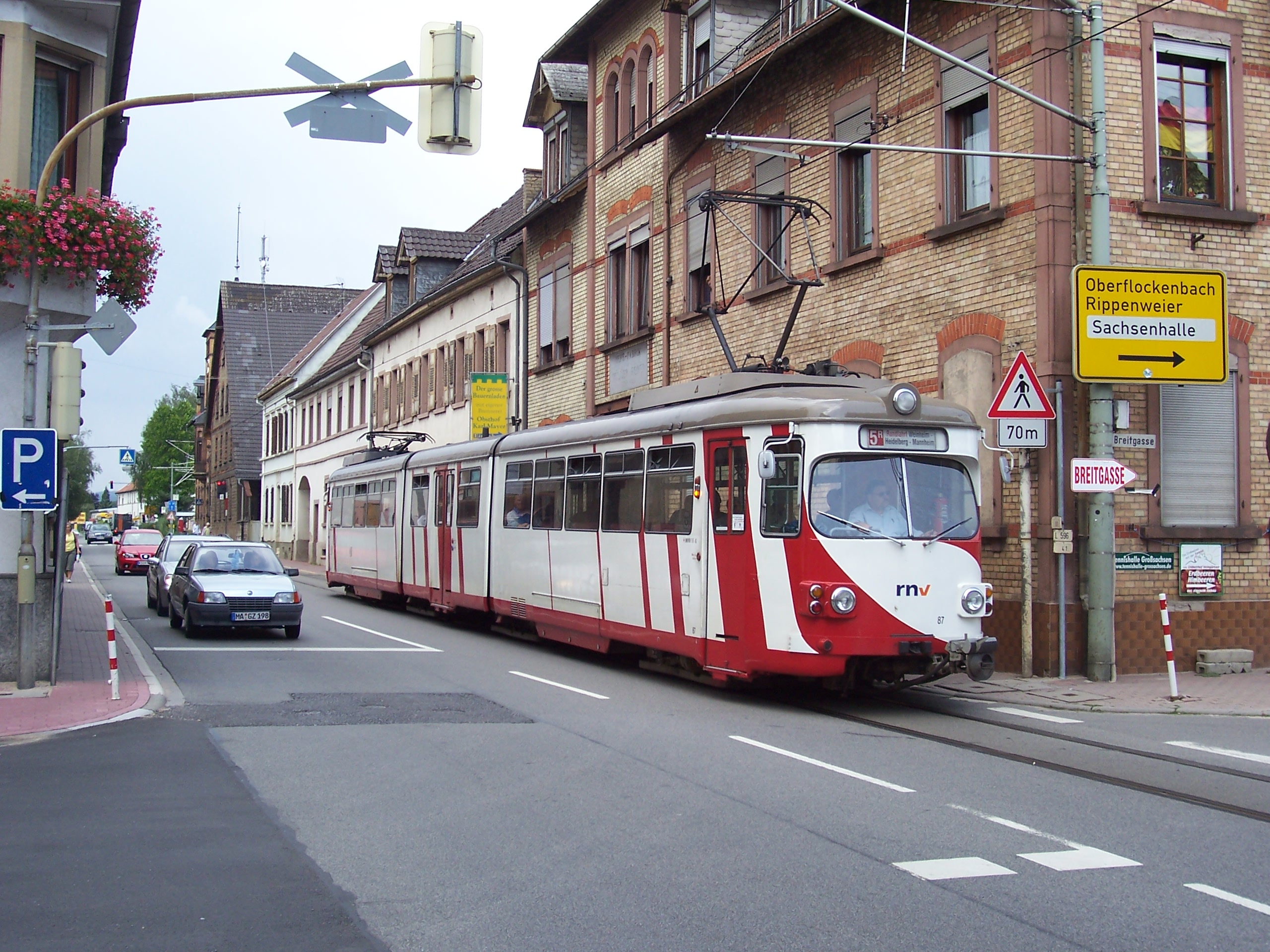
Hirschberg an der Bergstraße

## Współpraca
Miejscowości partnerskie:
- Brignais, Francja
- Niederau, Saksonia
- Schweighouse-Thann, Francja